# Miloš Josimov
Miloš Josimov (in serbo Милош Јосимов?; Ruma, 27 settembre 1984) è un calciatore serbo, difensore dello Sloboda Donji Tovarnik.

## Caratteristiche tecniche
È un terzino sinistro.